# Tour Down Under 2016
18. edycja wyścigu Santos Tour Down Under odbyła się w dniach 19-24 stycznia 2016 roku. Trasa tego australijskiego, sześcioetapowego wyścigu liczyła 781,3 km. Był to pierwszy wyścig należący do cyklu UCI World Tour 2016, najwyższej kategorii szosowych wyścigów kolarskich.

## Lista startowa
Na starcie tego wyścigu stanęło 20 ekip, osiemnaście drużyn jeżdżących w UCI World Tour 2016 i dwa zespoły zaproszone przez organizatorów z tzw. „dziką kartą”.
| Numery | Kod | Drużyna                |
| ------ | --- | ---------------------- |
| 1-7    | BMC | BMC Racing Team        |
| 11-17  | OGE | Orica-GreenEDGE        |
| 21-27  | GIA | Team Giant-Alpecin     |
| 31-37  | SKY | Team Sky               |
| 41-47  | LTS | Lotto Soudal           |
| 51-57  | CPT | Cannondale Pro Cycling |
| 61-67  | TRE | Trek-Segafredo         |
| 71-77  | TNK | Tinkoff                |
| 81-87  | ALM | Ag2r-La Mondiale       |
| 91-97  | AST | Pro Team Astana        |

| Numery  | Kod | Drużyna                     |
| ------- | --- | --------------------------- |
| 101-107 | KAT | Team Katusha                |
| 111-117 | FDJ | FDJ                         |
| 121-127 | MOV | Movistar Team               |
| 131-137 | IAM | IAM Cycling                 |
| 141-147 | EQS | Etixx-Quick Step            |
| 151-157 | LTJ | Team LottoNL-Jumbo          |
| 161-167 | LAM | Lampre-Merida               |
| 171-177 | DDD | Team Dimension Data         |
| 181-187 | DPC | Drapac Professional Cycling |
| 191-197 | UNI | UniSA-Australia             |

## Etapy
| Etap | Data        | Start – meta            | Typ         | Dystans (km) | Zwycięzca etapu | Lider         |
| ---- | ----------- | ----------------------- | ----------- | ------------ | --------------- | ------------- |
| 1.   | 19 stycznia | Prospect – Lyndoch      | Pagórkowaty | 130,8        | Caleb Ewan      | Caleb Ewan    |
| 2.   | 20 stycznia | Unley – Lyndoch         | Pagórkowaty | 132          | Jay McCarthy    | Jay McCarthy  |
| 3.   | 21 stycznia | Glenelg – Campbelltown  | Pagórkowaty | 139          | Simon Gerrans   | Simon Gerrans |
| 4.   | 22 stycznia | Norwood – Victor Harbor | Pagórkowaty | 138          | Simon Gerrans   | Simon Gerrans |
| 5.   | 23 stycznia | McLaren Vale – Willunga | Pagórkowaty | 151,5        | Richie Porte    | Simon Gerrans |
| 6.   | 24 stycznia | Adelaide                | Płaski      | 90           | Caleb Ewan      | Simon Gerrans |

### Etap 1 – 19.01: Prospect > Lyndoch – 130,8 km
| #  | Zawodnik       | Zespół | Czas       |
| -- | -------------- | ------ | ---------- |
| 1. | Caleb Ewan     | OGE    | 3h 24' 13" |
| 2. | Mark Renshaw   | DDD    | + 0"       |
| 3. | Wouter Wippert | CPT    | + 0"       |

| #  | Zawodnik        | Zespół | Czas       |
| -- | --------------- | ------ | ---------- |
| 1. | Caleb Ewan      | OGE    | 3h 24' 13" |
| 2. | Mark Renshaw    | DDD    | + 4"       |
| 3. | Alexis Gougeard | ALM    | + 4"       |

### Etap 2 – 20.01: Unley > Lyndoch – 132 km
| #  | Zawodnik     | Zespół | Czas       |
| -- | ------------ | ------ | ---------- |
| 1. | Jay McCarthy | TNK    | 3h 26' 40" |
| 2. | Diego Ulissi | LAM    | + 0"       |
| 3. | Rohan Dennis | BMC    | + 0"       |

| #  | Zawodnik      | Zespół | Czas       |
| -- | ------------- | ------ | ---------- |
| 1. | Jay McCarthy  | TNK    | 6h 50' 43" |
| 2. | Diego Ulissi  | LAM    | + 4"       |
| 3. | Simon Gerrans | OGE    | + 5"       |

### Etap 3 – 21.01: Glenelg > Campbelltown – 139 km
| #  | Zawodnik      | Zespół | Czas       |
| -- | ------------- | ------ | ---------- |
| 1. | Simon Gerrans | OGE    | 3h 37' 34" |
| 2. | Rohan Dennis  | BMC    | + 0"       |
| 3. | Michael Woods | CPT    | + 0"       |

| #  | Zawodnik      | Zespół | Czas        |
| -- | ------------- | ------ | ----------- |
| 1. | Simon Gerrans | OGE    | 10h 28' 12" |
| 2. | Jay McCarthy  | TNK    | + 3"        |
| 3. | Rohan Dennis  | BMC    | + 5"        |

### Etap 4 – 22.01: Norwood > Victor Harbor – 138 km
| #  | Zawodnik        | Zespół | Czas       |
| -- | --------------- | ------ | ---------- |
| 1. | Simon Gerrans   | OGE    | 3h 13' 59" |
| 2. | Ben Swift       | SKY    | + 0"       |
| 3. | Giacomo Nizzolo | TRE    | + 0"       |

| #  | Zawodnik      | Zespół | Czas        |
| -- | ------------- | ------ | ----------- |
| 1. | Simon Gerrans | OGE    | 13h 41' 58" |
| 2. | Jay McCarthy  | TNK    | + 14"       |
| 3. | Rohan Dennis  | BMC    | + 26"       |

### Etap 5 – 23.01: McLaren Vale > Willunga – 151,5 km
| #  | Zawodnik      | Zespół | Czas       |
| -- | ------------- | ------ | ---------- |
| 1. | Richie Porte  | BMC    | 3h 34' 16" |
| 2. | Sergio Henao  | SKY    | + 6"       |
| 3. | Michael Woods | CPT    | + 9"       |

| #  | Zawodnik      | Zespół | Czas        |
| -- | ------------- | ------ | ----------- |
| 1. | Simon Gerrans | OGE    | 17h 16' 31" |
| 2. | Richie Porte  | BMC    | + 9"        |
| 3. | Sergio Henao  | SKY    | + 11"       |

### Etap 6 – 24.01: Adelaide – 90 km
| #  | Zawodnik        | Zespół | Czas       |
| -- | --------------- | ------ | ---------- |
| 1. | Caleb Ewan      | OGE    | 1h 55' 02" |
| 2. | Mark Renshaw    | DDD    | + 0"       |
| 3. | Giacomo Nizzolo | TRE    | + 0"       |

| #  | Zawodnik      | Zespół | Czas        |
| -- | ------------- | ------ | ----------- |
| 1. | Simon Gerrans | OGE    | 19h 11' 33" |
| 2. | Richie Porte  | BMC    | + 9"        |
| 3. | Sergio Henao  | SKY    | + 11"       |

## Liderzy klasyfikacji po etapach
| Etap                 | Zwycięzca            | Klasyfikacja generalna | Klasyfikacja górska | Klasyfikacja punktowa | Klasyfikacja młodzieżowa | Klasyfikacja drużynowa |
| -------------------- | -------------------- | ---------------------- | ------------------- | --------------------- | ------------------------ | ---------------------- |
| 1                    | Caleb Ewan           | Caleb Ewan             | Sean Lake           | Caleb Ewan            | Caleb Ewan               | Cannondale Pro Cycling |
| 2                    | Jay McCarthy         | Jay McCarthy           | Manuele Boaro       | Caleb Ewan            | Jay McCarthy             | Cannondale Pro Cycling |
| 3                    | Simon Gerrans        | Simon Gerrans          | Sergio Henao        | Jay McCarthy          | Jay McCarthy             | Cannondale Pro Cycling |
| 4                    | Simon Gerrans        | Simon Gerrans          | Sergio Henao        | Jay McCarthy          | Jay McCarthy             | Cannondale Pro Cycling |
| 5                    | Richie Porte         | Simon Gerrans          | Sergio Henao        | Simon Gerrans         | Jay McCarthy             | Cannondale Pro Cycling |
| 6                    | Caleb Ewan           | Simon Gerrans          | Sergio Henao        | Simon Gerrans         | Jay McCarthy             | Cannondale Pro Cycling |
| Klasyfikacja końcowa | Klasyfikacja końcowa | Simon Gerrans          | Sergio Henao        | Simon Gerrans         | Jay McCarthy             | Cannondale Pro Cycling |

## Klasyfikacje końcowe

### Klasyfikacja generalna
|    | Zawodnik           | Zespół                 | Czas        |
| -- | ------------------ | ---------------------- | ----------- |
| 1  | Simon Gerrans      | Orica GreenEDGE        | 19h 11' 33" |
| 2  | Richie Porte       | BMC Racing Team        | + 9"        |
| 3  | Sergio Henao       | Team Sky               | + 11"       |
| 4  | Jay McCarthy       | Tinkoff Team           | + 20"       |
| 5  | Michael Woods      | Cannondale Pro Cycling | + 20”       |
| 6  | Rubén Fernández    | Movistar Team          | + 28"       |
| 7  | Domenico Pozzovivo | Ag2r-La Mondiale       | + 28"       |
| 8  | Rafael Valls       | Lotto Soudal           | + 36"       |
| 9  | Steve Morabito     | FDJ                    | + 49"       |
| 10 | Patrick Bevin      | Cannondale Pro Cycling | + 50"       |

|   | Zawodnik                    | Zespół                 | Punkty |
| - | --------------------------- | ---------------------- | ------ |
| 1 | Sergio Henao                | Team Sky               | 38     |
| 2 | Richie Porte                | BMC Racing Team        | 28     |
| 3 | Michael Woods               | Cannondale Pro Cycling | 20     |
| 4 | Reinardt Janse van Rensburg | Team Dimension Data    | 16     |
| 5 | Lars Boom                   | Pro Team Astana        | 12     |

|   | Zawodnik        | Zespół          | Punkty |
| - | --------------- | --------------- | ------ |
| 1 | Simon Gerrans   | Orica GreenEDGE | 51     |
| 2 | Jay McCarthy    | Tinkoff Team    | 46     |
| 3 | Caleb Ewan      | Orica GreenEDGE | 38     |
| 4 | Giacomo Nizzolo | Trek-Segafredo  | 36     |
| 5 | Ben Swift       | Team Sky        | 33     |

|   | Zawodnik        | Zespół                 | Czas        |
| - | --------------- | ---------------------- | ----------- |
| 1 | Jay McCarthy    | Tinkoff Team           | 19h 11' 53" |
| 2 | Rubén Fernández | Movistar Team          | + 8"        |
| 3 | Patrick Bevin   | Cannondale Pro Cycling | + 30"       |
| 4 | Chris Hamilton  | UniSA-Australia        | + 38"       |
| 5 | Louis Meintjes  | Lampre-Merida          | + 44"       |

|   | Zespół                 | Czas        |
| - | ---------------------- | ----------- |
| 1 | Cannondale Pro Cycling | 57h 37′ 15″ |
| 2 | Movistar Team          | + 9"        |
| 3 | Etixx-Quick Step       | + 1' 12"    |
| 4 | Team Katusha           | + 1' 32"    |
| 5 | Lotto Soudal           | + 1' 49"    |